# San Martín Cuautlalpan
San Martín Cuautlalpan – miasto w Meksyku, w stanie Meksyk.